# Kanton Peer
Kanton Peer is een kieskanton in de provincie Limburg en het arrondissement Maaseik. Het is de bestuurslaag boven die van de desbetreffende gemeenten. Tot 1970 was er ook een gerechtelijk kanton Peer met een vredegerecht dat zetelde in het stadhuis.

## Kieskanton Peer
Het kieskanton Peer ligt in het provinciedistrict Peer, het kiesarrondissement Limburg en ten slotte de kieskring Limburg. Het beslaat de gemeenten Peer, Hechtel-Eksel & Houthalen-Helchteren en telt 46 stembureaus.

### Structuur
| Peer             | Peer             | Supranationaal         | Nationaal                         | Nationaal          | Gemeenschap       | Gewest            | Provincie         | Arrondissement           | Provinciedistrict | Kanton          | Gemeente                                   | District         |
| ---------------- | ---------------- | ---------------------- | --------------------------------- | ------------------ | ----------------- | ----------------- | ----------------- | ------------------------ | ----------------- | --------------- | ------------------------------------------ | ---------------- |
| Administratief   | Niveau           | Europese Unie          | België                            | België             | Vlaanderen        | Vlaanderen        | Limburg           | Maaseik                  | Maaseik           | Maaseik         | Peer Hechtel-Eksel Houthalen-Helchteren    | -                |
| Administratief   | Bestuur          | Europese Commissie     | Belgische regering                | Belgische regering | Vlaamse regering  | Vlaamse regering  | Deputatie         | Deputatie                | Deputatie         | Deputatie       | Gemeentebestuur                            | Districtscollege |
| Administratief   | Raad             | Europees Parlement     | Kamer van volksvertegenwoordigers | Vlaams Parlement   | Vlaams Parlement  | Vlaams Parlement  | Provincieraad     | Provincieraad            | Provincieraad     | Provincieraad   | Gemeenteraad                               | Districtsraad    |
| Kiesomschrijving | Kiesomschrijving | Nederlands Kiescollege | Kieskring Limburg                 | Kieskring Limburg  | Kieskring Limburg | Kieskring Limburg | Kieskring Limburg | Hasselt-Tongeren-Maaseik | Peer              | Peer            | Peer, Hechtel-Eksel & Houthalen-Helchteren | -                |
| Verkiezing       | Verkiezing       | Europese               | Federale                          | Federale           | Vlaamse           | Vlaamse           | Provincieraads-   | Provincieraads-          | Provincieraads-   | Provincieraads- | Gemeenteraads-                             | Districtsraads-  |